# Росохати-Руґ
Росохати-Руґ (пол. Rosochaty Róg) — село в Польщі, у гміні Краснополь Сейненського повіту Підляського воєводства.
Населення — 83 особи (2011).
У 1975-1998 роках село належало до Сувальського воєводства.

## Демографія
Демографічна структура станом на 31 березня 2011 року:
|          | Загалом | Допрацездатний вік | Працездатний вік | Постпрацездатний вік |
| -------- | ------- | ------------------ | ---------------- | -------------------- |
| Чоловіки | 38      | 9                  | 25               | 4                    |
| Жінки    | 45      | 14                 | 23               | 8                    |
| Разом    | 83      | 23                 | 48               | 12                   |